# Alkimos (Sohn des Hippokoon)
Alkimos (altgriechisch Ἄλκιμος Álkimos) ist eine Person der griechischen Mythologie.
Er ist der Sohn des Hippokoon aus Amyklai. Pausanias berichtet von Heroa von Söhnen des Hippokoon, die sich in Sparta hinter einer Säulenhalle neben einer Gruppe von Platanen befunden haben. In der Platanengruppe befand sich ein Heroon der Olympionikin Kyniska, die dort als Kulturheroine der Pferdezucht verehrt wurde. Außer Alkimos wurden die Hippokoonsöhne Enaraiphoros, Dorkeus und Sebros verehrt.
Ein Mythos um die Söhne des Hippokon ist in der Bibliotheke des Apollodor geschildert, wobei es mehr als vier von ihnen gibt und sie andere Namen tragen. Hippokoon vertreibt hier gemeinsam mit seinen Söhnen Dorykleus, Skaios, Enarophoros, Bukolos, Euteiches, Lykaithos, Tebros, Hippothoos, Eurytos, Hippokorystes, Alkinoos und Alkon die Herrscher von Sparta, Ikarios und Tyndareos, aus der Stadt. Hippokoon und alle seine Söhne werden von Herakles getötet, woraufhin Tyndareos die Herrschaft wieder an sich nimmt.
Alkimos ist wahrscheinlich mit dem Alkinoos aus der Bibliotheke zu identifizieren.